# Persone di nome Tomáš/Calciatori
| Questa pagina contiene informazioni ricavate automaticamente dalle voci biografiche con l'ausilio del template Bio e di un bot. L'aggiornamento è periodico e automatico e ricostruisce completamente la pagina. Se manca una persona in questa lista, sei pregato di non aggiungerla, ma accertati piuttosto che la sua voce biografica contenga il template Bio e che i dati anagrafici siano correttamente compilati. Se il template Bio manca, inseriscilo tu stesso o, in alternativa, metti l'avviso {{tmp\|Bio}} che ne segnala la mancanza. Se i dati riportati sono sbagliati, correggi direttamente la voce biografica; le modifiche saranno visibili in questa lista entro pochi giorni. Per chiarimenti vedi il progetto antroponimi. La lista contiene solo le 100 persone che sono citate nell'enciclopedia e per le quali è stato implementato correttamente il template Bio. Pagina aggiornata al 6 ago 2025. |

Questa è una lista di persone presenti nell'enciclopedia che hanno il nome Tomáš e sono calciatori.

## B(8)
- Tomáš Belic, ex calciatore slovacco (Trenčín, n. 1978)
- Tomáš Berger, ex calciatore ceco (Praga, n. 1985)
- Tomáš Bobček, calciatore slovacco (Ružomberok, n. 2001)
- Tomáš Borek, calciatore ceco (Karlovy Vary, n. 1986)
- Tomáš Brigant, calciatore slovacco (Považská Bystrica, n. 1994)
- Tomáš Bruško, calciatore slovacco (Myjava, n. 1983)
- Tomáš Bureš, ex calciatore ceco (Prostějov, n. 1978)
- Tomáš Břečka, calciatore ceco (Kroměříž, n. 1994)

## C(1)
- Tomáš Chorý, calciatore ceco (Olomouc, n. 1995)

## D(1)
- Tomáš Došek, ex calciatore ceco (Karlovy Vary, n. 1978)

## F(4)
- Tomáš Fabián, calciatore ceco (Mladá Boleslav, n. 1989)
- Tomáš Fenyk, ex calciatore ceco (n. 1979)
- Tomáš Fryšták, calciatore ceco (Uherské Hradiště, n. 1987)
- Tomáš Frühwald, calciatore slovacco (Banská Bystrica, n. 2002)

## G(3)
- Tomáš Galásek, ex calciatore ceco (Frýdek-Místek, n. 1973)
- Tomáš Gerich, ex calciatore slovacco (n. 1973)
- Tomáš Grigar, calciatore ceco (Ostrava, n. 1983)

## H(10)
- Tomáš Hájovský, calciatore slovacco (Bojnice, n. 1982)
- Tomáš Holeš, calciatore ceco (Polička, n. 1993)
- Tomáš Hořava, ex calciatore ceco (Drnovice, n. 1988)
- Tomáš Hrdlička, ex calciatore ceco (Praga, n. 1982)
- Tomáš Huber, calciatore ceco (Jablonec nad Nisou, n. 1985)
- Tomáš Hubočan, calciatore slovacco (Žilina, n. 1985)
- Tomáš Hübschman, ex calciatore ceco (Praga, n. 1981)
- Tomáš Huk, calciatore slovacco (Košice, n. 1994)
- Tomáš Hučko, calciatore slovacco (Šaľa, n. 1985)
- Tomáš Hájek, ex calciatore ceco (Zlín, n. 1991)

## J(6)
- Tomáš Jablonský, calciatore ceco (Praga, n. 1987)
- Tomáš Janíček, ex calciatore ceco (Zlín, n. 1982)
- Tomáš Janů, ex calciatore ceco (Příbram, n. 1973)
- Tomáš Jirsák, calciatore ceco (Vysoké Mýto, n. 1984)
- Tomáš Josl, ex calciatore ceco (Přerov, n. 1984)
- Tomáš Jun, calciatore ceco (Praga, n. 1983)

## K(12)
- Tomáš Kalas, calciatore ceco (Olomouc, n. 1993)
- Tomáš Kazár, calciatore ceco (n. 1984)
- Tomáš Kóňa, calciatore slovacco (Nitra, n. 1984)
- Tomáš Košický, calciatore slovacco (Bratislava, n. 1986)
- Tomáš Koubek, calciatore ceco (Hradec Králové, n. 1992)
- Tomáš Košút, calciatore slovacco (Piešťany, n. 1990)
- Tomáš Krbeček, calciatore ceco (Cheb, n. 1985)
- Tomáš Kříž, ex calciatore cecoslovacco (Praga, n. 1959)
- Tomáš Kučera, ex calciatore ceco (Praga, n. 1980)
- Tomáš Kuchař, ex calciatore ceco (Pečky, n. 1976)
- Tomáš Kukol, ex calciatore ceco (n. 1974)
- Tomáš Kučera, ex calciatore ceco (n. 1977)

## L(3)
- Tomáš Labun, ex calciatore slovacco (Humenné, n. 1984)
- Tomáš Ladra, calciatore ceco (Česká Lípa, n. 1997)
- Tomáš Lovásik, ex calciatore slovacco (n. 1974)

## M(7)
- Tomáš Majtán, calciatore slovacco (Bratislava, n. 1987)
- Tomáš Malec, calciatore slovacco (Trenčín, n. 1993)
- Tomáš Malinský, calciatore ceco (Chrudim, n. 1991)
- Tomáš Marek, calciatore ceco (Kladno, n. 1981)
- Tomáš Michálek, calciatore ceco (Městec Králové, n. 1977)
- Tomáš Mičola, ex calciatore ceco (Ostrava, n. 1988)
- Tomáš Mikinič, calciatore slovacco (Trnava, n. 1992)

## N(2)
- Tomáš Necid, calciatore ceco (Praga, n. 1989)
- Tomáš Nemčík, calciatore slovacco (Žilina, n. 2001)

## O(3)
- Tomáš Okleštěk, calciatore ceco (Brno, n. 1987)
- Tomáš Oravec, ex calciatore slovacco (Košice, n. 1980)
- Tomáš Ostrák, calciatore ceco (Frýdek-Místek, n. 2000)

## P(10)
- Tomáš Pekhart, calciatore ceco (Sušice, n. 1989)
- Tomáš Petrášek, calciatore ceco (Rychnov nad Kněžnou, n. 1992)
- Tomáš Pešír, calciatore ceco (Praga, n. 1981)
- Tomáš Pilík, calciatore ceco (Příbram, n. 1988)
- Tomáš Polách, ex calciatore ceco (Slavičín, n. 1977)
- Tomáš Porubský, calciatore slovacco (Bratislava, n. 1914 - † 1973)
- Tomáš Pospíchal, calciatore e allenatore di calcio cecoslovacco (Pudlov, n. 1936 - Praga, † 2003)
- Tomáš Poznar, calciatore ceco (Zlín, n. 1988)
- Tomáš Poštulka, ex calciatore ceco (Praga, n. 1974)
- Tomáš Přikryl, calciatore ceco (Praga, n. 1992)

## R(3)
- Tomáš Rada, calciatore ceco (Praga, n. 1983)
- Tomáš Rezek, calciatore ceco (Pardubice, n. 1984)
- Tomáš Rigo, calciatore slovacco (Poprad, n. 2002)

## S(8)
- Tomáš Sedláček, calciatore ceco (Nymburk, n. 1980)
- Tomáš Sivok, ex calciatore ceco (Pelhřimov, n. 1983)
- Tomáš Smola, calciatore ceco (Louny, n. 1989)
- Tomáš Solil, calciatore ceco (Pardubice, n. 2000)
- Tomáš Souček, calciatore ceco (Havlíčkův Brod, n. 1995)
- Tomáš Stráský, ex calciatore ceco (n. 1987)
- Tomáš Stúpala, ex calciatore slovacco (Bratislava, n. 1966)
- Tomáš Suslov, calciatore slovacco (Spišská Nová Ves, n. 2002)

## T(1)
- Tomáš Tujvel, calciatore slovacco (Nitra, n. 1983)

## V(6)
- Tomáš Vaclík, calciatore ceco (Ostrava, n. 1989)
- Tomáš Vestenický, calciatore slovacco (Topoľčany, n. 1996)
- Tomáš Vlček, calciatore ceco (n. 2001)
- Tomáš Votava, ex calciatore ceco (Brandýs nad Labem-Stará Boleslav, n. 1974)
- Tomáš Vrťo, calciatore slovacco (Ostrava, n. 1988)
- Tomáš Vychodil, ex calciatore ceco (Olomouc, n. 1975)

## W(2)
- Tomáš Wiesner, calciatore ceco (Praga, n. 1997)
- Tomáš Wágner, calciatore ceco (Praga, n. 1990)

## Z(4)
- Tomáš Zahradníček, calciatore ceco (n. 1993)
- Tomáš Zajíc, calciatore ceco (Suchov, n. 1996)
- Tomáš Zápotočný, ex calciatore ceco (Příbram, n. 1980)
- Tomáš Zlatohlávek, calciatore ceco (Hlučín, n. 2000)

## Č(3)
- Tomáš Černý, ex calciatore ceco (Ústí nad Labem, n. 1985)
- Tomáš Čvančara, calciatore ceco (Libis, n. 2000)
- Tomáš Čížek, ex calciatore ceco (Děčín, n. 1978)

## Ď(1)
- Tomáš Ďubek, calciatore slovacco (Zvolen, n. 1987)

## Ř(1)
- Tomáš Řepka, ex calciatore ceco (Slavičín, n. 1974)

## Š(1)
- Tomáš Šimkovič, calciatore slovacco (Bratislava, n. 1987)